# モリラジ!
『モリラジ!』は、北陸放送（MROラジオ）で2012年4月から2024年3月30日までの土曜日の午前に放送されていたローカルワイド番組（リクエスト番組）。前身番組の『好キっと土曜日!』のリニューアルに伴い、番組内容は前番組を踏襲している。
2020年春改編で午後の生ワイド番組『ラジパラw』が終了して『久米宏ラジオなんですけど』(TBSラジオ、2020年6月27日終了)の同時ネットを開始したため、本番組が土曜日唯一の生ワイド番組になる。

## パーソナリティ
- 谷川恵一(2023年4月から)
- 上坂典子(2012年番組開始から)

### 過去
| 期間     | 期間      | 男性       | 女性     |
| -------- | --------- | ---------- | -------- |
| 2012.4.7 | 2016.3.26 | 須田健太郎 | 上坂典子 |
| 2016.4.2 | 2021.3.27 | 加藤裕     | 上坂典子 |
| 2021.4.3 | 2023.3.25 | 久保田修平 | 上坂典子 |
| 2023.4.1 | 2024.3.30 | 谷川恵一   | 上坂典子 |

## 主なコーナー
- 9:10 天気予報
- 9:40 はぴねすくらぶラジオショッピング
- 9:50 交通情報(日本道路交通情報センター)
- 9:55 MROニュース
- 10:10 加トちゃんの聞いてガッテン!
- 10:30 前後西山パーキングのコーナー
  - のと里山海道にある西山パーキングの生コマーシャル。
- 10:40  
  - 前田明日香の素敵にガスライフ
    - (毎月第1土曜と第3土曜）

  - ひまわりほーむかわら版コーナー
    - (毎月第2土曜と第4土曜)ひまわりほーむの社員が出演。
- 10:50 交通情報
- 10:55 MROニュース
- 11:10 マニアックさんいらっしゃい
  - 当番組を代表とするコーナー。廃盤となったレコード・CDから名曲（迷曲）を紹介している。
- 11:20 頑張れミリオンスターズ(毎月第1土曜) 
  - 石川ミリオンスターズの社長が出演
- 11:30 不定期コーナー 甍の上からこんにちは!
- 11:40 証券情報・今村証券による証券情報。